# Scientific American
Scientific American je americký populárně vědecký časopis. V současnosti má měsíční periodicitu. Je nejdéle bez přerušení vycházející časopis v USA. Za dobu existence časopisu do něj přispělo nesčetně vědeckých osobností, mj. 130 nositelů Nobelovy ceny, včetně Alberta Einsteina, Nielse Bohra či Erwina Schrödingera.

## Historie
První číslo vyšlo 28. srpna 1845 s podtitulem „Advokát průmyslu a podnikání, a časopis mechanických a dalších zlepšení“. Jeho zakladatelem byl malíř a vynálezce Rufus Porter, po deseti měsících ho prodal (za 800 dolarů) vynálezci Alfredu Ely Beachovi a nakladateli Orsonu Desaix Munnovi, kteří ho vlastnili až do roku 1948. Tehdy časopis převzal nakladatel Gerard Piel (a jeho dva klíčoví partneři, šéfredaktor Dennis Flanagan a manažer Donald H. Miller), změnil zásadně jeho podobu a zpatnáctinásobil jeho prodaný náklad. V roce 1986 časopis zakoupila německá mediální skupina Holtzbrinck (mj. vlastník německého deníku Die Zeit). Zpočátku Scientific American vycházel v novinovém formátu, jednou týdně, na čtyřech stranách. Obvyklým tématem byly tehdy zprávy o novinkách přihlášených na americkém patentovém úřadě. Nebylo výjimkou, že se referovalo i o kuriózních objevech typu perpetuum mobile, časopis však také jako první zachytil vynález telefonu či žárovky. Roku 1890 vznikla španělská mutace, La America Cientifica, která zanikla roku 1905 a nadlouho to byl poslední pokus o průnik za hranice USA. Až v roce 1968 vznikla verze italská nazvaná Le Scienze, v roce 1971 japonská mutace Nikkei Science, roku 1976 byla obnovena verze španělská, jakožto Investigación y Ciencia, o rok později francouzská (Pour la Science) a za další rok německá (Spektrum der Wissenschaft). V roce 1979 vznikla čínská verze Kexue (od 2005 zvaná Global Science) a roku 1983 ruská mutace pod názvem V Mire Nauki, která existuje dodnes. V letech 1984 až 1992 existovalo vydání maďarské (Tudomány). Od roku 1986 vychází časopis i v arabštině (Oloom) a od roku 2002 v  portugalštině (vychází v Brazílii). Rovněž od roku 2002 existuje i česká podoba, v ČR bylo zvoleno vydávání pod původní značkou Scientific American, zhruba 80 procent obsahu se překládá z amerického vydání, zbytek připravují domácí autoři.